# لطفاً دستم رو بگیر
«لطفاً دستم رو بگیر» (انگلیسی: Please Hold to My Hand) چهارمین قسمت از مجموعه تلویزیونی درام پسا آخرالزمانی آمریکایی آخرین بازمانده از ما است. این قسمت توسط خالق سریال کریگ مازن نوشته شده و جرمی وب کارگردانی آن را بر عهده داشته است. در ۵ فوریه ۲۰۲۳ از شبکه اچ‌بی‌او پخش شد. در این قسمت، جوئل (پدرو پاسکال) و الی (بلا رمزی) با یک کمین در کانزاس سیتی، میسوری روبرو می‌شوند. در جای دیگر شهر، رهبر راهزنان کتلین (ملانی لینسکی)، نفر دوم او پِری (جفری پیرس) و گروهشان به دنبال هنری (لامار جانسون) و برادرش سام (کیوُن مونترال وودارد) می‌گردند.
کانزاس‌سیتی جایگزین پیتسبرگ شد که در بازی ویدیویی که سریال بر اساس آن ساخته شده است، دیده می‌شود، زیرا مازین متوجه شد که محل تولید در کلگری بیشتر شبیه شهر است و فاصله تا کانزاس‌سیتی توسعه شخصیت‌های اضافی را توجیه می‌کند. نویسندگان احساس می‌کردند که سازگاری با تلویزیون فرصتی برای کشف شخصیت‌هایی مانند کتلین و پری که در بازی حضور نداشتند، فراهم می‌کند. این اپیزود نقدهای مثبتی دریافت کرد و با ستایش برای نویسندگی، کارگردانی، فیلمبرداری و بازی لینسکی، پاسکال و رمزی همراه شد. در روز اول ۷٫۵ میلیون بیننده آن را تماشا کردند.

## داستان
همان‌طور که آنها به وایومینگ می‌روند، جوئل (پدرو پاسکال) به الی (بلا رمزی) در مورد گذشته خود با برادرش تامی می‌گوید: پس از شیوع بیماری، آنها به گروهی از نجات یافتگان نزدیک شدند که به بوستون سفر می‌کردند، جایی که تس و مارلین را ملاقات کردند. تامی که همیشه به دنبال چیزی برای مبارزه می‌گشت، به‌راحتی به عضویت فایرفلایز درآمد، اما بعداً از هدف آن‌ها منصرف شد و به‌تنهایی شکست خورد. جوئل در کمپ زدن در جنگل برای شب، به الی هشدار می‌دهد که به کسی که ملاقات می‌کند اعتماد نکند. روز بعد، آنها به ویرانه‌های کانزاس‌سیتی، میزوری می‌رسند. بزرگراه مسدود شده است و آنها را مجبور می‌کند تا به سمت شهر منحرف شوند. الی مردی را می‌بیند که درخواست کمک می‌کند، اما جوئل به سمت او رانندگی می‌کند. یک بلوک، شیشه اتومبیل را می‌شکند، یک نوار سنبله لاستیک‌ها را سوراخ می‌کند، و شلیک گلوله این دو را به سمت یک خشکشویی می‌فرستد.
در حالی که جوئل دو مرد را با تفنگ می‌کشد، الی پنهان می‌شود. نفر سوم - برایان (خوان ماگانا) - به او حمله می‌کند. در حالی که جوئل در حال خفه شدن است، الی تفنگ دستی را از کوله پشتی خود برمی‌دارد و به پشت برایان شلیک می‌کند و او را از کمر به پایین فلج می‌کند. جوئل اسلحه او را برمی‌دارد و الی را می‌فرستد قبل از اینکه برایان با چاقو کشته شود فریاد می‌زند که به او رحم کند. جوئل و الی فرار می‌کنند زیرا راهزنان بیشتری - بخشی از گروهی که دولت را سرنگون کردند و کنترل شهر را به دست گرفتند - اجساد را پیدا کردند. رهبر آنها، کتلین کوگلان (ملانی لینسکی)، از وقایع مطلع می‌شود. او به پیروانش دستور می‌دهد تا شهر را جستجو کنند و آشکارا فرض می‌کند که دشمنانش - از جمله هنری بورل، که معتقد است باعث اعدام برادرش شده است و رابط با قاتلین است. در همین حال، جوئل به الی آموزش می‌دهد که چگونه تفنگ خود را به درستی نگه دارد و موافقت می‌کند که به او اجازه حمل آن را بدهد.
نفر دوم کاتلین، پری (جفری پیرس) اتاق خالی را به او نشان می‌دهد که هنری در آن زندگی می‌کرد. کف انباری در سطح زیرزمین کمانش دارد و چیزی زیرزمین در حال حرکت است. پری اصرار می‌کند که آنها با مشکل برخورد کنند، اما کتلین به او دستور می‌دهد تا شواهد را پنهان کند تا زمانی که هنری را پیدا کنند. جوئل یک ساختمان بلند را پیدا می‌کند که در آن می‌توانند دید خوبی از منطقه اطراف داشته باشند و یک راه فرار پیدا کنند. دراز کشیدن برای خوابیدن در یکی از آپارتمان‌ها، یکی از شوخی‌های الی باعث می‌شود که جوئل برای اولین بار بخندد. جوئل که ناگهان با صدای الی از خواب بیدار می‌شود، مردی (لامار جانسون) و برادر کوچکترش (کیون مونترال وودارد) را می‌بیند که آنها را زیر اسلحه نگه داشته‌اند.

## تولید

### مفهوم و نگارش
«لطفاً دستم رو بگیر» توسط خالق سریال آخرین بازمانده از ما، کریگ مازین نوشته شده و جرمی وب کارگردانی آن را بر عهده داشته است. انجمن کارگردانان کانادا فاش کرد که وب به عنوان کارگردان این سریال در ژانویه سال ۲۰۲۲ انتخاب شده است در این قسمت، کانزاس‌سیتی جایگزین پیتسبرگ می‌شود در بازی ویدیویی که سریال بر اساس آن ساخته شده است، دیده می‌شود. مازین متوجه شد که مکان‌های تولید در کانادا بیشتر از کانزاس‌سیتی تقلید می‌کنند و احساس می‌کرد که پیتسبورگ به اندازه‌ای برای داستان مهم نیست که دشواری در ساخت آن را توجیه کند. نیل دراکمن، یکی از خالقان این بازی، که نویسنده و کارگردان این بازی ویدیویی بود، آن را یک تغییر سطحی می‌دانست زیرا شخصیت‌ها مهم‌تر از موقعیت مکانی هستند. او و مازین احساس کردند فاصله اضافی تا کانزاس سیتی ضربان داستان و توسعه شخصیت را توجیه می‌کند. مازین از استفاده از کتاب جوک الی در بازی لذت می‌برد و احساس می‌کرد گنجاندن آن در مجموعه باعث توسعه مؤثر بین او و جوئل می‌شود. مازین دریافت که تصمیم جوئل برای اجازه دادن به الی برای استفاده از اسلحه نشان دهنده اعتماد او به او بود و آن را «پدر و دختری‌ترین لحظه ای که آنها داشته‌اند» می‌دانست.

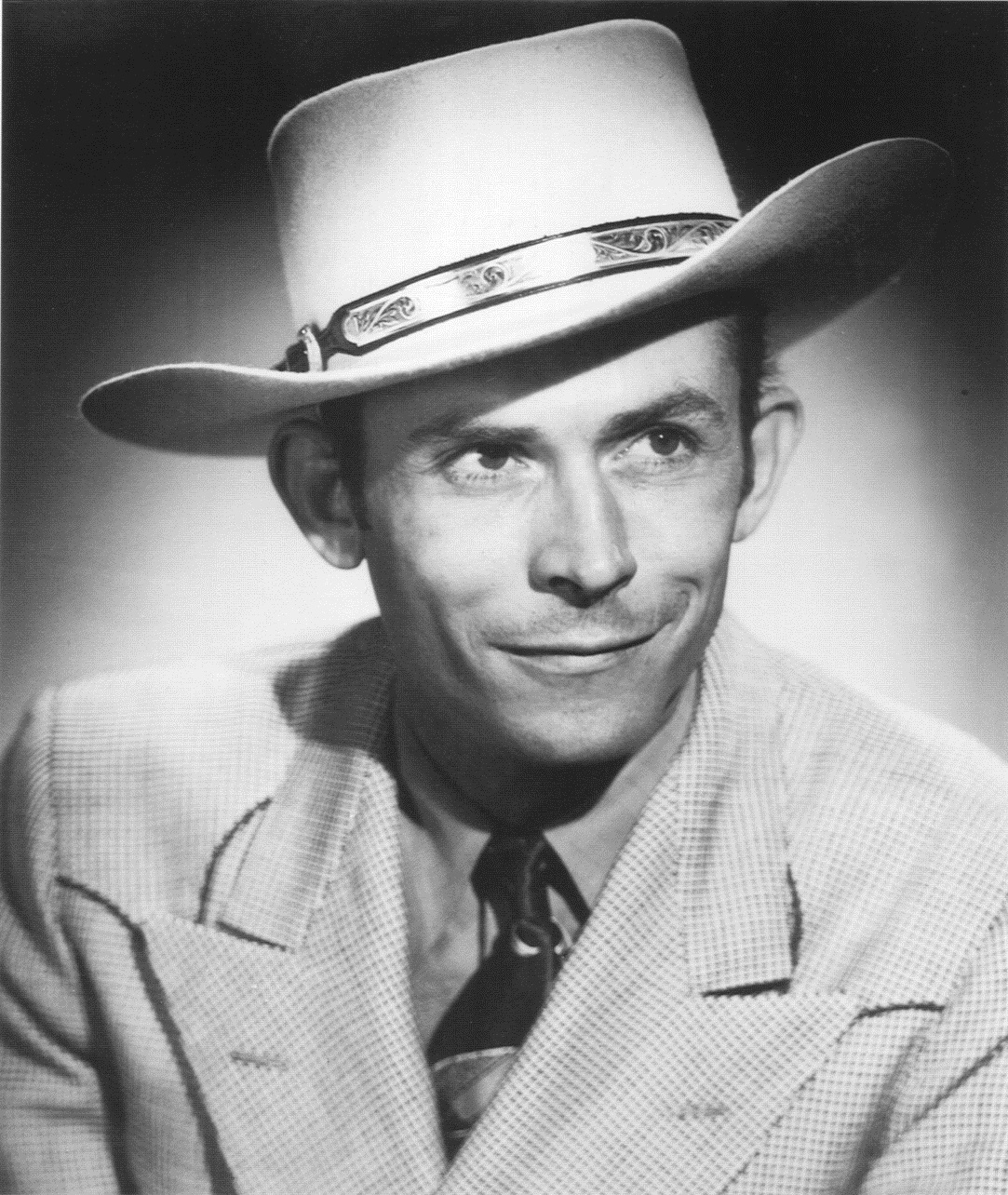
عنوان اپیزود به اشعار «تنها و رها شده» اثر هنک ویلیامز اشاره دارد که در طول اپیزود پخش می‌شود و قبلاً در بازی ویدیویی استفاده شده بود.

عنوان اپیزود به اشعار «تنها و رها شده» اثر هنک ویلیامز اشاره دارد، که جوئل و الی در رادیو پخش اتومبیل پخش می‌کنند. این آهنگ در همان صحنه در بازی ویدیویی و همچنین یکی از تریلرهای سریال استفاده شد. دنیل فالکونر ' گیم‌رولوشن متوجه شد که اشعار نشان دهنده وعده‌های الی به جوئل است و ناپختگی ظاهری او را پیش‌بینی می‌کند. تیتراژ از جلد «ایمان واقعی» لوته کستنر استفاده می‌کند، که خود توسط اشلی جانسون در نقش الی در تریلر ۲۰۲۰ برای آخرین بازمانده از ما قسمت ۲ پوشش داده شد. مدلین کارپو از دنی آبرامزاحساس کرد که گنجاندن آن منعکس کننده قوس شخصیت الی است: اقدامات او در اپیزود او را به سمت وقایع قسمت دوم هدایت کرد.

### بازیگران و شخصیت‌ها
در ماه آگوست، انتخاب بازیگران جانسون و وودارد در نقش هنری و سم همراه با تأیید کانزاس سیتی به جای پیتسبورگ اعلام شد. انتخاب پیرس به عنوان پری در ۱۵ جولای اعلام شد. پیرس قبلاً نقش تامی را در این بازی‌های ویدیویی بازی کرده بود. او با دراکمن تماس گرفت تا از این سریال حمایت کند و «خوشبخت بود که چیزی به آن مناسب بود». او سه بار برای یک نقش متفاوت تست داد، اما مزین و دراکمن احساس کردند که بازی او «به عنوان یک قربانی» باورنکردنی است و در نهایت حدود یک هفته بعد نقش پری را به او پیشنهاد دادند. پری یک شخصیت اصلی در نمایش است که به گفته پیرس، «پیامدهای بزرگی برای چیزهایی» که در بازی رخ داده است دارد. فیلمنامه او را به عنوان یک نظامی سابق توصیف می‌کرد.
انتخاب بازیگران لینسکی در نقش کتلین همراه با تیزر تریلر سریال در سپتامبر ۲۰۲۲ اعلام شد. کاتلین یک شخصیت اصلی است که توسط مازین به عنوان رهبر گروهی از شکارچیانی که در بازی ظاهر شدند خلق شده است. دراکمن متوجه شد که شخصیت‌های متضاد زیر داستان را جذاب‌تر کرده و امکان درک و توجیه اعمال آنها را فراهم می‌کند، برخلاف اینکه در بازی به عنوان «موانع» دیده شوند. مازین کتلین را با مادام دیفارژ از داستان دو شهر (۱۸۵۹) اثر چارلز دیکنز مقایسه کرد: انقلابی که به دلیل شرایط ظالمانه تروریستی می‌شود و به مخاطب امکان همدلی می‌دهد.
مازین که با لینسکی دوست بود، در مورد این نقش با او تماس گرفت و شخصیت را «جنایتکار جنگی» توصیف کرد. او در ابتدا مردد بود تا اینکه مازین بیشتر در مورد این شخصیت صحبت کرد و او را به عنوان کسی توصیف کرد که پس از مرگ برادرش که «در اصل عیسی بود» مجبور به ایفای نقش شد. او به دلیل رابطه اش با چهار خواهر و برادرش می‌توانست با انگیزه‌های این شخصیت ارتباط برقرار کند. مازین و دراکمن احساس کردند که انتخاب او غیرعادی است، زیرا او «شیرینی» دارد که با موقعیت کتلین در اپیزود در تضاد است، تصمیمی عمدی برای جلب توجه تماشاگران بود. لینسکی می‌خواست این شخصیت را به‌عنوان «سخنرانی نرم و ظریف» بازی کند تا خشونت خود را در کنار هم قرار دهد. او احساس می‌کرد که کتلین قبل از مرگ برادرش احتمالاً تندروی‌های کمتری داشت، اما به دلیل شرایطش مجبور شد سخت‌تر شود. در پاسخ به نظر آدریان کاری که می‌گوید بدن کاتلین می‌گوید زندگی لوکس است… نه آخرالزمان [کذا] جنگ سالار»، لینسکی نوشت که قرار بود این شخصیت به جای عضلانی، باهوش باشد. او بعداً اضافه کرد می‌خواهد این شخصیت را به‌عنوان «زنانه، و با صدای نرم، و همه چیزهایی که به ما گفته‌اند ضعیف به تصویر بکشد» اشاره کرد که امیدوار است انتظارات را زیر و رو کند.

### فیلمبرداری
ایبن بولتر به عنوان فیلمبردار این قسمت کار کرد. برخی از صحنه‌های اولیه در ویاداکت لثبریج فیلم‌برداری شد. برای صحنه آزمایش اسلحه الی در آینه، سوراخی با نور طبیعی خورشید به سقف اضافه شد. بولتر می‌خواست الی را «بدون کامل بودن» روشن کند. از کلگری برای بازسازی کانزاس سیتی در این قسمت استفاده شد. صحنه‌ای که در آن جوئل و الی از شکارچیان پنهان می‌شوند، در یک بار قدیمی در کلگری فیلمبرداری شده است، اگرچه قبل از فیلمبرداری، مکان چندین بار تغییر کرده است. این یکی از معدود مواردی بود که فضای داخلی سریال به جای صحنه صدا در لوکیشن فیلمبرداری شد. تیم تولید به دنبال تصاویری از کامیون‌هایی بودند که در حال عبور از آن‌ها بودند، که تقلید آن در صحنه‌های صوتی برایشان دشوار بود. دیوارها به رنگ قرمز «روشن» بود که توسط شیشه‌های رنگی نزدیک سقف تأکید شده بود. بولتر از روزنامه‌ها روی پنجره‌ها درخواست کرد تا نوری ملایم و پراکنده ایجاد کند و صحنه را صمیمی‌تر و امن‌تر کند. عکاسی اضافی در ۴ اکتبر در نزدیکی دنیای سرگرمی در کانزاس سیتی، میزوری، و در جاده بین ایالتی ۴۳۵ در کانزاس سیتی، کانزاس انجام شد.

## بازخورد

### پخش و آمار بینندگان
این قسمت در ۵ فوریه ۲۰۲۳ از اچ‌بی‌او پخش شد. این قسمت در اولین شب خود ۷٫۵ میلیون بیننده در ایالات متحده داشت، از جمله بینندگان خطی و پخش جریانی در اچ‌بی‌او مکس - افزایش ۱۷ درصدی نسبت به هفته قبل و ۶۰ درصدی نسبت به اولین نمایش داشت. در تلویزیون خطی، در اولین شب خود ۹۹۱۰۰۰ بیننده با ۰٫۲۶ امتیاز داشت.

### نظر منتقدان
در جمع‌آوری بازبینی راتن تومیتوز، «لطفاً دستم رو بگیر» بر اساس ۳۳ بررسی، با میانگین امتیاز ۷٫۷/۱۰، رتبه‌بندی تأیید ۱۰۰ درصدی دارد. اجماع انتقادی این وب سایت این قسمت را «فصل کوتاهی که با راه اندازی بیش از بازده مشغول است» نامیده است، اما «به لطف جوانه جوئل و الی یک تماشای جذاب است».